# Stadtwall von Naseong
Der Stadtwall von Naseong (koreanisch: 부여 나성) ist ein Teil eines Verteidigungswalls der historischen Stadt Sabi (사비), nach der die Sabi-Periode des Königreichs Baekje (백제), angesiedelt im Südwesten der Koreanischen Halbinsel, einem heutigen Teil Südkoreas, benannt ist.
Der Stadtwall wurde im Januar 1963 mit der Registrierungsnummer 58 als kulturell bedeutsamer Ort von nationaler Bedeutung in Südkorea unter Denkmalschutz gestellt. Zusammen mit der Archäologische Stätte von Gwanbuk-ri, der Festung Busosanseong und der Königlichen Gräber von Neungsan-ri wurde der Stadtwall am 4. Juli 2015 von der UNESCO unter dem Titel: „Baekje Historic Areas“ in die Liste der Weltkulturerbe aufgenommen.

## Geographie

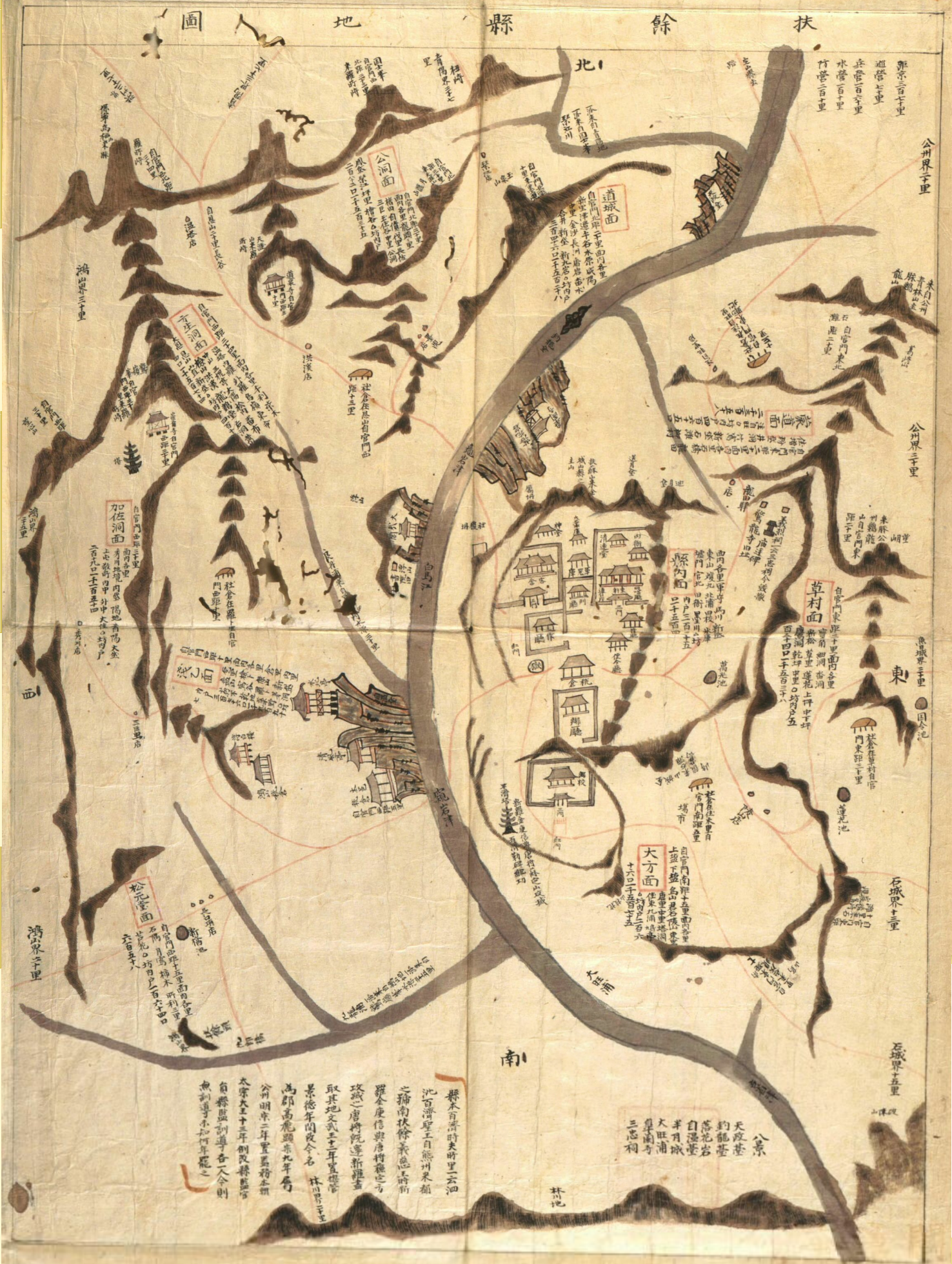
Karte aus dem Jahr 1872 mit dem Palast in der Mitte und dem Berg Busosan (부소산) mit der Festung darüber.

Der Stadtwall von Naseong verläuft knapp 3 km östlich des Stadtzentrums von Buyeo (부여) in Nordsüd-Richtung und endet jeweils unweit der Flussufer des Geumgang (금강), der die Stadt mit einem halbkreisförmigen Verlauf an ihrer Westseite umgibt. Der Wall hat eine Länge von 6,3 km und ist Teil eines ursprünglichen 84 km langen Stadtwalls, der die gesamte Stadt Sabi umgab. Der als Weltkulturerbe eingetragener Teil hat eine Fläche von 24,52 Hektar, wobei die Schutzzone um den Wall insgesamt 93,17 Hektar beträgt.

## Geschichte
Im Jahr 538 n. Chr. verlegte König Seong (성왕) (523–554) die Hauptstadt des Königreichs Baekje von Ungjin (웅진) nach Sabi (사비), dem heutigen Buyeo. Bedingt durch die ständigen Angriffe und Bedrohungen durch das Königreich Goguryeo (고구려) von Norden her, war ihm der Regierungssitz in der Festung Gongsanseong nicht mehr sicher genug. Daraufhin wurde der Palast am Fuße des Berges Busosan in Sabi angelegt, mit dem Berg, der Festung und dem Fluss als Schutz in Richtung Norden. Der Berg beherbergte nicht nur die Festungsanlage, sondern wurde in Friedenszeiten als Parkanlage für den Palast genutzt und nur in Notfällen als Verteidigungsanlage. Der Stadtwall von Naseong wurde vor 538 n. Chr. errichtet. Der nördliche Teil des Walls verlor seine Schutzfunktion nach dem Fall von Baekje im Jahr 660 n. Chr.

## Archäologische Untersuchungen
Erste archäologische Grabungen und Untersuchungen begannen 1991 und wurden mit über 17 Einzelgrabungen bis in das Jahr 2013 fortgesetzt. Dabei wurden Teile der Stadtmauer, die Grundsteine einzelner Stadttore, Kommandoposten, sowie Reste einzelner Gebäude frei gelegt.